# Nerine sarniensis
Nerine sarniensis, comummente conhecida como raquel, é uma espécie de planta com flor pertencente à família das Amarilidáceas. 
A autoridade científica da espécie é (L.) Herb., tendo sido publicada em Botanical Magazine 47: t. 2124. 1820.

## Portugal
Trata-se de uma espécie presente no território português, nomeadamente no Arquipélago dos Açores e no Arquipélago da Madeira.
Em termos de naturalidade é introduzida nas duas regiões atrás referidas, constituindo uma espécie invasora.

## Protecção
Não se encontra protegida por legislação portuguesa ou da Comunidade Europeia.